# Академія кінематографічних мистецтв і наук Іспанії

Академія кінематографічних мистецтв і наук Іспанії (ісп. Academia de las Artes y las Ciencias Cinematográficas de España (AACCE)) — професійна організація Іспанії в царині просування та розвитку іспанського кінематографу. Заснована в 1986 році, вручає національну кінопремію країни «Гойя».

## Президенти Іспанської кіноакадемії
- Хосе Марія Гонсалес Сінде, 1986—1988
- Фернандо Труеба, 1988
- Антоніо Хіменес Ріко 1988—1992
- Фернандо Рей, 1992—1994
- Херардо Ерреро, 1994
- Хосе Луїс Борау, 1994—1998
- Айтана Санчес-Хіхон, 1998—2000
- Маріса Паредес, 2000—2003
- Мерседес Самп'єтро, 2003—2006
- Анхелес Гонсалес-Сінде, 2006—2009
- Енріке Урбісу, 2009
- Едуардо Кампой, 2009
- Алекс де ла Іглесіа, 2009—2011
- Енріке Гонсалес Мачо, 2011—2015
- Антоніо Ресінес, 2015—2016
- Івонн Блейк[es], з 2016-го